# El arzobispo de Constantinopla
«El arzobispo de Constantinopla» es un popular trabalenguas en español e italiano. Su curiosidad consiste en que contiene cuatro veces seguidas una palabra inventada muy larga y difícil de pronunciar, en distintas formas, la más larga consta de 16 sílabas y 38 letras. Esta palabra no tiene uso en el lenguaje cotidiano, pero gramaticalmente puede considerarse correcta.

## El trabalenguas
Versión original italiana
Se l’arcivescovo di Costantinopoli si disarcivescoviscostantinopolizzasse, ti disarcivescoviscostantinopolizzeresti pure tu? No, io non mi disarcivescoviscostantinopolizzerei se l’arcivescovo di Costantinopoli si disarcivescoviscostantinopolizzasse.
Traducción

Si el arzobispo de Constantinopla se desarzobispodeconstantinopolitarizase, ¿te desarzobispodeconstantinopolitarizarías tú? No, yo no me desarzobispodeconstantinopolitarizaría si el arzobispo de Constantinopla se desarzobispodeconstantinopolitarizase.

## Otros trabalenguas similares
- El volcán de Parangaricutirimícuaro está a punto de desparangaricutirimicuarse. El que lo desparangaricutirimicuarice, será un buen  desparangaricutirimicuador.
- El otorrinolaringólogo de Parangaricutirimícuaro desparangaricutirimicuarizose.